# MonoDevelop
MonoDevelop（Xamarin Studioとも呼ばれる）は、Monoプラットフォーム上で動作するオープンソースの統合開発環境。MonoとGTKが対応する環境であればオペレーティングシステム (OS) を問わず動作可能である。

ただし、公式にサポートされるOSはUbuntu 14.04以降およびDebian/Raspbian 8以降、RHEL/CentOS 6以降に限られる。

また、Ubuntu 20.04以降では18.04用のリポジトリを流用してインストールを行う。RHEL/CentOS 8以降に関しても前者と同様にCentOS 7用のリポジトリを流用する形でインストール可能である。

## 概要
元来Monoと.NET Frameworkを使ったソフトウェアの開発をターゲットにしていた。
EclipseやMicrosoft Visual Studioのように、自動補完、ソースコード管理を利用することができる。
GTK# GUIデザイナーのSteticが搭載されたことによりRADにも対応した。
その他にもウェブデザイナーなどが統合されている。

## 歴史
2003年、Monoコミュニティの開発者がSharpDevelopというWindowsに依存したオープンソースの.NET IDEを、Windows上のSystem.Windows.FormsからLinux上のGtk#に移植した。SharpDevelopから早い時期にフォークしたので、MonoDevelopと現在のSharpDevelopとの構造の共通点は少ない。
時が経つにつれ、MonoDevelopプロジェクトはMonoプロジェクトに吸収され、ノベルとMonoコミュニティが積極的に整備するようになった。
2020年以降は、ソフトウェアの提供は継続するが、新機能の追加は行わないことが開発プロジェクトより発表されている。

## Xamarin Studio
Windows向けやmacOS向けはXamarin Studioのブランドで配布している。かつては、GTKの不具合により、macOSで日本語入力ができなかったが現在は解決されている。

## Visual Studio for Mac
MonoDevelopのもうひとつの異なるブランド。Windows版Visual Studioと多くの同じツールを採用している。リファクタリングとインテリセンスにはRoslyn .NETコンパイラプラットフォーム、プロジェクトとビルドエンジンにはMSBuild、ソース編集にはTextMateが使われている。Xamarinと.NET Core向けに同じデバッガーエンジン、Xamarin.iOS と Xamarin.Android向けに同じデザイナーを利用している。

## 非Linux環境向けのMonoDevelop
macOSを除いてLinuxほど良いサポートはされていない。
- FreeBSD - FreeBSD上のMonoDevelopはFreeBSDコミュニティによってのみサポートされている[5]。
- Solaris - かつてはSPARC上で走るSolaris 10用のパッケージを提供していたが現在はない。OpenSolaris用のMonoDevelopパッケージはOpenSolarisコミュニティからのグループによってのみ提供されていたが[6] 、現在はない。
- Windows - かつては実行形式での配布も行われていたが、現在はソースコードからのコンパイルにて対応する。
- macOS - Visual Studio for Macという名称で公開中である。